# Kurów Mały
Kurów Mały is een plaats in het Poolse district  Głogowski, woiwodschap Neder-Silezië. De plaats maakt deel uit van de gemeente Jerzmanowa en telt 80 inwoners.